# القراعة (بعدان)

تعديل مصدري - تعديل

القراعة محلة تابعة لقرية الرباط، التابعة لعزلة المنار بمديرية بعدان إحدى مديريات محافظة إب في الجمهورية اليمنية، بلغ تعداد سكانها 57 حسب تعداد اليمن لعام 2004.